# Airplay
Airplay ist ein Fachausdruck aus der Musikindustrie für das Abspielen eines bespielten Tonträgers im Hörfunk oder eines Musikvideos im Fernsehen.

## Wortherkunft
Wie viele andere Bezeichnungen im Medienbetrieb wurde Airplay aus dem Englischen entlehnt, wobei sich air von „to be on the air“ (auf Sendung sein) ableitet und mit play im Sinne von „to play“ (abspielen, wiedergeben) zusammengesetzt wird. Es handelt sich deshalb um einen echten Anglizismus.

## Entstehungsgeschichte
Die Verbreitung des Rundfunks zuerst in den USA führte verstärkt ab 1935 zu einem Programmformat, das ausschließlich die Präsentation von Schallplatten zum Inhalt hatte und tendenziell die aufwändigen Live-Übertragungen zurückdrängte. Mit zunehmenden Umsatzzahlen der Schallplatten gewann auch deren Aktualität an Bedeutung. In New York begann ein Radiomoderator 1935 damit, beim Sender WNEW Schallplatten dem Hörer so anzukündigen, als ob eine Live-Übertragung stattfände; die Idee des „Make Believe Ballroom“ war geboren. Dieses Format verbreitete sich landesweit, und ab etwa 1940 war für diese Radio-Ansager der Ausdruck Record Jockey oder Disc-Jockey geboren. Mit dem Aufkommen der Hitparaden als Maßstab der Aktualität und Klassifizierung von Schallplatten wurde das Programmformat im Radio an diesen Gradmessern orientiert, es entstand ab 1953 das Top40-Radio. Die Zahl 40 geht zurück auf das Fassungsvermögen von Musikboxen Anfang der 1950er Jahre, die maximal 40 Singles beinhalteten. Da ausschließlich die Hitparaden gespielt wurden und keine anderen Beiträge ins Programm gelangten, handelte es sich um Spartenprogramm. Hierfür wurden die Playlists, also die aus Urheberrechtsgründen vor der Sendung zu erstellenden Listen über die im Programm zu spielenden Tonträger, streng an den Billboard-Charts orientiert. Diese Programmformate haben sich im Radio weltweit verbreitet. Ab 4. Juli 1970 begann das American Top 40 (abgekürzt AT40), gegründet und anfangs moderiert von Casey Kasem, mit der wöchentlichen landesweiten Ausstrahlung auf der Basis der Billboard-Hitparaden.

## Auswirkung

Petula Clark: I Will Follow Him mit dem Hinweis „not for sale“ (nicht zum Verkauf bestimmt)

Für die Tonträgerindustrie ist heute das Airplay eine der wichtigsten Möglichkeiten zur Promotion ihrer Produkte; anders als aktive Werbung ist es sogar kostenlos. Für den Rundfunk werden seit Beginn des Airplay spezielle kostenlose Tonträger hergestellt, die als unverkäuflich etikettiert sind. Durch das Airplay werden gezielt die Hörerschichten erreicht, die auch als Käuferschichten für Tonträger in Frage kommen. Der Bedarf wird also durch akustische Wahrnehmung geweckt, beim Fernsehen (etwa Musiksender wie MTV oder VIVA) auch durch visuelle Wahrnehmung.
Airplay spielt bei der Erhebung der Charts in den meisten Ländern eine sehr wichtige Rolle. Die Häufigkeit, mit der ein Musikstück vom Sender gespielt wird, fließt in die US-Billboard-Charts und andere Hitparaden weltweit als eine von mehreren Erhebungsquellen ein. Billboard veröffentlichte spezifische Charts, tituliert mit Most Played in Juke Boxes und Most Played by Jockeys, die die am meisten in Musikboxen und im Radio gespielten Hits auflisteten. Erstere wurden ab 28. Oktober 1957, letztere ab 28. Juli 1958 eingestellt. Spezielle Methoden der Sender, die als Rotation bezeichnet werden, ermöglichen einen in der Häufigkeit abgestuften Einsatz desselben Musiktitels im Programm, ohne dass es der Hörer als störend empfindet. Die Intensität des Airplay eines bestimmten Tonträgers beeinflusst somit auch dessen Platzierung in der Hitparade und umgekehrt – es entsteht ein Aufschaukeln sich gegenseitig verstärkender Effekte.
Eine gängige, jedoch illegale Praxis, möglichst viel Airplay zu erhalten, war und ist Payola. Dabei handelt es sich um Bestechung von Redakteuren oder Radiomoderatoren durch die Industrie. Für die Charts ist das Einbeziehen von Airplay als Sendequoten von Nachteil. Die Manager innerhalb der Musikbranche gehen davon aus, dass die US-Billboard-Charts unterhalb von Platz 40 keinen Aufschluss mehr über die tatsächlichen Verkaufszahlen erlauben.

## Ausblick
Die Bedeutung von Top40-Sendern, den sogenannten Top40-Radios, deren Musikauswahl sich auf Hitparadenlieder beschränkt, hat deutlich abgenommen. In den USA lag im Jahr 1993 der Anteil der Top40-Radios an den insgesamt 9890 Radiostationen lediglich bei 4,5 %, im Jahr 1992 waren noch 5,8 % aller Sender Top40-Sender. Grund ist einerseits die Spezialisierung der Programmformate auf bestimmte Stilrichtungen, es gibt Country-Radio, Rock- oder Oldie-Sender. Andererseits haben andere Medien wie Internet-Radio oder Online-Shopping-Plattformen zu einer Diversifizierung der Medien beigetragen. Dennoch nimmt Airplay der aktuellen Charts weiterhin einen wichtigen Teil des Radio- und Fernsehprogramms weltweit ein.